# DJ 옐라
앤트완 캐러비(Antoine Carraby, 1967년 12월 11일 ~ )는 DJ 옐라(DJ Yella)라는 이름으로 잘 알려진 미국의 디스크자키이다.